# 赵王城遗址 (静乐)
赵王城遗址，位于中华人民共和国山西省忻州市静乐县鹅城镇赵王城村东南、南，已列为山西省文物保护单位。

## 保护
2021年8月4日，赵王城遗址由山西省人民政府公布为第五批山西省文物保护单位，编号6-9。